# フョードル・ロマノヴィチ (リャザン公)
フョードル・ロマノヴィチ（ロシア語: Фёдор Романович、? - 1294年）は、リャザン大公ロマン(ru)の子である。リャザン大公：1270年 - 1294年。
1270年の父の死後、リャザン大公位を受け継いだ。フョードル治世期の1278年、1288年に、リャザン公国領はジョチ・ウルスからの襲撃を受けている。
フョードルの妻子に関しては不明である。